# Kuzmičevo
Kuzmičevo (izvirno srbsko Кузмичево) je naselje v Srbiji, ki upravno spada pod Mesto Novi Pazar; slednja pa je del Raškega upravnega okraja.

## Demografija
V naselju živi 117 polnoletnih prebivalcev, pri čemer je njihova povprečna starost 49,7 let (46,7 pri moških in 52,9 pri ženskah). Naselje ima 46 gospodinjstev, pri čemer je povprečno število članov na gospodinjstvo 2,89.
To naselje je popolnoma srbsko (glede na rezultate popisa iz leta 2002), a v času zadnjih treh popisov je opazno zmanjšanje števila prebivalcev. 
|  |

| Demografija | Demografija     | Demografija     |
| Leto        | Št. prebivalcev | Št. prebivalcev |
| ----------- | --------------- | --------------- |
|             |                 |                 |
|             |                 |                 |
|             |                 |                 |
|             |                 |                 |
| 1948        | 341             |                 |
| 1953        | 393             |                 |
| 1961        | 383             |                 |
| 1971        | 304             |                 |
| 1981        | 247             |                 |
| 1991        | 185             | 175             |
| 2002        | 135             | 133             |
|             |                 |                 |

| Etnična sestava po popisu iz leta 2002 | Etnična sestava po popisu iz leta 2002 | Etnična sestava po popisu iz leta 2002 | Etnična sestava po popisu iz leta 2002 | Etnična sestava po popisu iz leta 2002 |
| -------------------------------------- | -------------------------------------- | -------------------------------------- | -------------------------------------- | -------------------------------------- |
| Srbi                                   | Srbi                                   |                                        | 133                                    | 100,0%                                 |
| Neznano                                | Neznano                                |                                        | 0                                      | 0,0%                                   |